# La Pena (Ginzo de Limia)
La Pena (llamada oficialmente San Pedro da Pena) es una parroquia y un lugar del municipio español de Ginzo de Limia, en la provincia de Orense, Galicia.

## Toponimia
La parroquia también es conocida por los nombres de San Pedro de La Pena y San Pedro de Pena.

## Organización territorial
La parroquia está formada por tres entidades de población:
- La Pena  (Pena)(A Pena)
- Soutelo de Pena
- Trandeiras

## Demografía

### Parroquia
| Gráfica de evolución demográfica de La Pena (parroquia) entre 2000 y 2022 |
|                                                                           |
| Datos según el nomenclátor publicado por el INE.                          |

### Lugar
| Gráfica de evolución demográfica de La Pena (lugar) entre 2000 y 2022 |
|                                                                       |
| Datos según el nomenclátor publicado por el INE.                      |